# Schloss Thorn
Das Schloss Thorn ist eine zum Schloss umgewandelte ehemalige Burganlage innerhalb des gleichnamigen Ortsteiles Schloss Thorn in der Ortsgemeinde Palzem im Landkreis Trier-Saarburg in Rheinland-Pfalz.

## Lage
Schloss Thorn beherrscht auf einer von Mosel und Kreuzweiler Bach ausgeschnittenen Anhöhe den Zugang zum Moseltal und zum Saargau. Es bildet den südwestlichen Eckpunkt des Landkreises Trier-Saarburg.

## Geschichte
Der Name stammt vom Lateinischen turris (= Turm). Dieser wurde vor ungefähr 2000 Jahren zum Schutz einer Furt als Moselübergang errichtet. Die Burg wurde im 13. Jahrhundert erbaut. Die Ende des 15. Jahrhunderts verfallende Burg wurde 1536 vom neuen Besitzer bis auf zwei Türme und einen Teil der Ringmauer neu erbaut. Das heutige Schloss ist aus Resten einer vermutlich zum Rechteck geschlossenen und von runden Ecktürmen bewehrten mittelalterlichen Burg entstanden. Bauliche Erweiterungen im 16. und 17. Jahrhundert sowie das Herrschaftshaus aus dem Jahre 1800 bilden eine imposante Baugruppe. 1800 erfolgte mit dem Neubau des Herrschaftshauses der Wandel zur Schlossanlage und die ehemaligen Verteidigungsanlagen wurden zu Gartenterrassen umgestaltet. Ein Rundturm wurde bei der Bombardierung 1945 zerstört, der zweite Turm, ein rechteckiger ehemaliger Wohnturm, dient heute als Torturm.
Thorn sah vom Mittelalter an verschiedene Adelsgeschlechter als Lehnsmannen, so die Herren von Rollingen (Erbmarschälle zu Luxemburg), die von Bübingen und dann die von Musiel (aus lothringischem Adel), die auch auf Schloss Berg (Luxemburg) ansässig waren, in Thorn vertreten durch Laurant von Musiel. Er unterhielt hier in Thorn eine u. a. aus gallischen Münzen bestehende anerkannte museale Sammlung. Über Marie von Musiel, verheiratet mit Henri de la Fontaine, respektive über ihre Tochter Marie-Amélie (Mia) de Fontaine (* 1898), verheiratet mit Franz Baron von Hoiningen-Huene (* 1888), fiel der Besitz an ihre Tochter (Marie-Henriette) Marita (* 1923), verheiratet mit Bertram Baron von Hobe-Gelting (* 1911), in dessen Familie er sich heute befindet. Thorn ist das älteste Schlossweingut an der Mosel. Sehenswert ist die einzig heute noch regelmäßig genutzte erhaltene Baumkelter Europas.